# Neoschumannia kamerunensis
Neoschumannia kamerunensis là một loài thực vật thuộc họ Apocynaceae. Loài này có ở Cameroon, Cộng hòa Trung Phi, và Bờ Biển Ngà. Môi trường sống tự nhiên của chúng là rừng ẩm vùng đất thấp nhiệt đới hoặc cận nhiệt đới. Chúng hiện đang bị đe dọa vì mất môi trường sống.